# Cameronaspis linderae
Cameronaspis linderae är en insektsart som beskrevs av Takagi, Pong och Ghee 1988. Cameronaspis linderae ingår i släktet Cameronaspis och familjen pansarsköldlöss. Inga underarter finns listade i Catalogue of Life.